# Дегуманізація

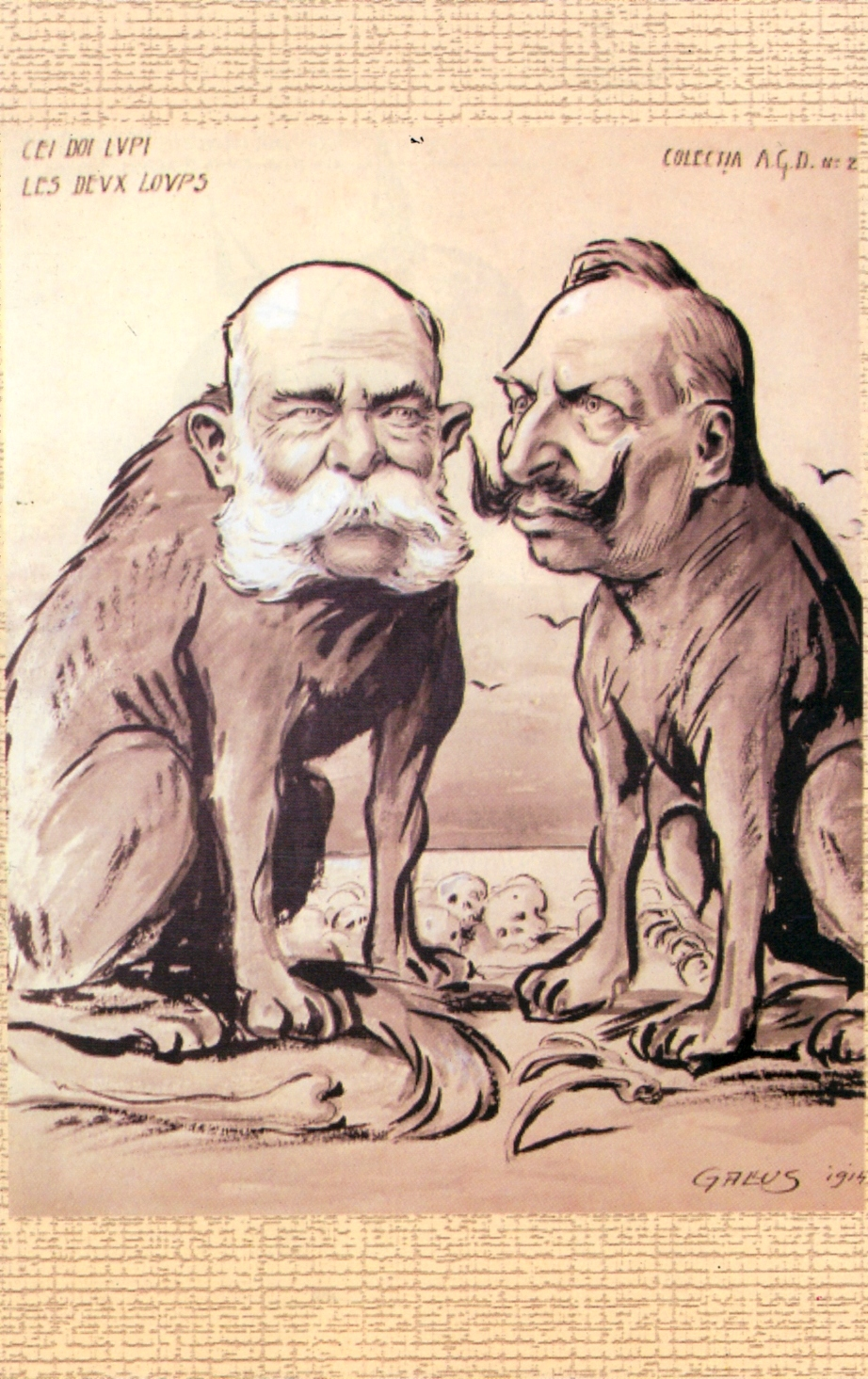
Політики часів Першої світової війни, зображені як собаки.

Дегуманіза́ція (від лат. de- — «заперечення», та лат. humanitas — «людяність») або розлюднення — психологічний процес позбавлення людини її людських рис, заперечення чи применшення її належності до людського роду.
Дегуманізація найчастіше використовується для мотивації під час конфліктів. Також спостерігається у звичайному житті як прояв морального відсторонення. Дегуманізація не завжди пов'язана з расизмом або ксенофобією і може приймати різні форми. В деяких випадках тимчасова дегуманізація слугує для укріплення гуманізму.

## Термінологія
Морфологія слова «дегуманізація» вказує, що воно означає перетворення людини на щось інше. Хоча зазвичай під дегуманізацією розуміється зневаження, приниження іншої людини, її зведення до чогось «менш людського», дегуманізацію можна розуміти і навпаки — як перетворення людини на щось «більш людське», чия людяність відрізняється від звичайної в кращий бік. В першому випадку говорять про негативну дегуманізацію, в другому — про позитивну.

## Характеристики

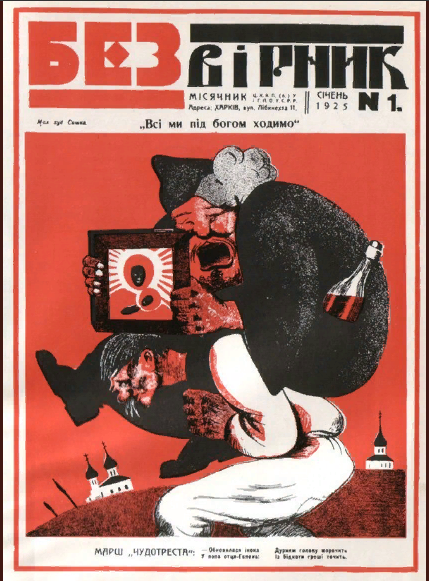
Обкладинка радянського журналу: священник зображений як гнобитель і п'яниця.

Дегуманізація протилежна гуманізації — уявленню, що певна істота чи об'єкт рівна людині, а тому заслуговує доброзичливого ставлення. Гуманізація передбачає поблажливе ставлення й допомогу, реалізацію принципу «Вчиняйте з іншими так, як хочете, щоб чинили з вами». Дегуманізація натомість виправдовує насильство чи байдужість. Дегуманізовані люди зазвичай вважаються тими, хто їх дегуманізує, неповноцінними, злими, небезпечними. Типово дегуманізованій людині приписується образ маргінала або чудовиська. Наприклад, людина описується як «наркоман», «шизофренік», «монстр». Часто дегуманізована група людей отримує принизливе прізвисько, що відмежовує її від решти людей. Можлива також самодегуманізація, коли людина вважає себе нездатною на те, що можуть інші люди, і відповідно негідною хорошого ставлення.
Людина — соціальна істота, тому насильство щодо інших людей зазвичай засуджується саме по собі та потребує виправдань. Війни, геноциди чи поневолення розглядаються доцільними тоді, коли це дозволяє певній соціальній групі отримати ресурси, які було б важко або неможливо отримати більш м'якими діями. Для подолання вродженого спротиву до вбивства собі подібних людина виробляє механізми заперечення чужої або власної людяності.
Під час тривалого конфлікту почуття гніву, страху та недовіри формують те, як сторони сприймають один одного. Розвиваються протиборчі настрої та сприйняття, і кожна сторона приписує своєму супротивникові негативні риси. Нерідко дегуманізація зосереджується на лідерах супротивників. Саме лідери постають жорстокими, потворними тощо, а решта супротивників — лише виконавцями їхньої волі. Образ добра і зла чітко розмежовується: супротивники однозначно злі, союзники — однозначно добрі. Наявність, навіть у меншості, добрих супротивників і злих союзників заперечується.
Сформований образ ворога має тенденцію до усталення та надалі слугує для посилення конфлікту. Відповідно виникають нові цілі конфлікту та шляхи їхнього досягнення. Образ ворога зазвичай є проєкцією власних недоліків агресорів на своїх опонентів. Тобто, окремі люди чи їхні групи, які схильні бути агресивними чи егоїстичними, швидше за все, приписують ці риси своїм опонентам, але не собі. Таким чином вони покращують самоуявлення та підвищують згуртованість своєї групи. Дегуманізація широко супроводжується звинуваченням жертви — виправданням своїх насильницьких дій тим, що супротивники змусили вчинити щодо них насильство, спровокували чи становили загрозу, а отже насильство було виправданим. Особливо під час воєн дегуманізація відбувається за ознакою статі. Оскільки більшість військовослужбовців — чоловіки, то ворожий солдат автоматично набуває в пропаганді ролі ґвалтівника.
Складовою дегуманізації є деіндивідуалізація — уявлення, що кожен окремий представник супротивників не є індивідом із власним мисленням та цілями, а діє лише як вираження волі натовпу. В такому випадку насильство щодо супротивників постає більш виправданим, адже в них стає важче бачити рівних собі. З іншого боку це також працює для перекладання відповідальності за власні протиправні дії на лідерів. Учинення насильства виправдовується тим, що його виконавці лише виконували накази, віддані «справжніми» злочинцями. Інший прояв деіндивідуалізації полягає в узагальненні авторитетів, яким довіряє соціальна група. Наприклад, популярна думка підкріплюється твердженням «вчених», «експертів», але їхні імена та галузь роботи упускаються.
Дегуманізація часто відкриває шлях для порушень прав людини, воєнних злочинів і геноциду. Психологічний процес дегуманізації можна пом'якшити або повернути назад шляхом гуманізації, розвитку емпатії, встановлення особистих стосунків між представниками протиборчих сторін та досягненням спільних цілей.

## Підстави дегуманізації
Прояви дегуманізації часто є наслідком поганої соціалізації. Наприклад, люди, що зазнали в дитинстві сексуального насильства, чи росли без батьків, гірше засвоюють цінність особистих стосунків, менше проявляють співчуття та терпимості до інших, співпраці. Відповідно — більше схильні бачити в інших людях ворогів. Дегуманізація є складовою нарцисичних та асоціальних розладів особистості. Багато людей з цими розладами не можуть усвідомити, що інші люди мають внутрішнє життя, подібне до їхнього.
Часто дегуманізація є захисною реакцією на побоювання, що права, привілеї та спосіб життя соціальної групи перебувають під загрозою. Ті групи, які почувають себе вразливими в суспільстві, з більшою ймовірністю дегуманізують інші групи, схвалюють завдання шкоди їм, щоб самим почуватися в безпеці. Успішними образами, використовуваними для порівнянь, є ті, що одночасно відсилають до кількох негативних рис. До прикладу, коли людину порівнюють зі щуром, це спонукає згадати дрібність, перенесення хвороб, життя в смітті.
Важливо, що дегуманізація може бути і доцільною для порятунку життя інших людей, забезпечення їхнього добробуту. Наприклад, коли лікарі ставляться до всіх своїх пацієнтів однаково, ігноруючи їхню індивідуальність, порушують їхню волю задля надання допомоги. Таким чином тимчасова дегуманізація в підсумку слугує для гуманізму. Люди можуть добровільно порівнювати себе з тваринами, щоб підкреслити свою силу, велич. Наприклад, багато спортивних команд використовують тварин як емблеми і називають на честь тварин самих себе. Нерідко тварини, чиї риси визнаються позитивними, символізують цілі нації.

## Парадокси дегуманізації
Дегуманізація внутрішньо парадоксальна тим, що прирівнює людей до тварин чи предметів задля вчинення над ними насильства; але зазвичай люди не проявляють такого насильства щодо тварин і предметів. Дегуманізація припускає, що її цілі мають якісь суто людські почуття, як-от здатність почуватися приниженими, можливість страждати від проявів чужої сили, бути підлими чи хитрими. Отож, дегуманізатори визнають у своєму ставленні, що в дегуманізованих є щось людське. Для дегуманізації достатньо визнання іншої людини «менш людиною» в якомусь одному аспекті, замість заперечувати її людяність цілком. Тобто, сенс дегуманізації супротивників полягає в баченні іншої людини неповноцінною, з відхиленнями (див. також «моторошна долина»).
Крім того, парадоксально, що сприйняття іншої людини менш повноцінною не обов'язково є підставою насильства щодо неї. Так, немовлята не сприймаються рівними дорослим, їхні людські якості ще не розвинені, проте немовлята отримують турботливе, поблажливе ставлення.
З іншого боку, і тварини можуть отримувати більш гуманне ставлення, ніж деякі люди. Домашні тварини зазвичай цінуються та захищаються їхніми людськими сім’ями. Існують тварини, що сприймають милими, як-от цуценята чи панди, і люди ставляться до них з турботою та обережністю. До предметів теж іноді ставляться дуже обережно, цінуючи їх чи не більше за людей.

## Дегуманізація впродовж історії

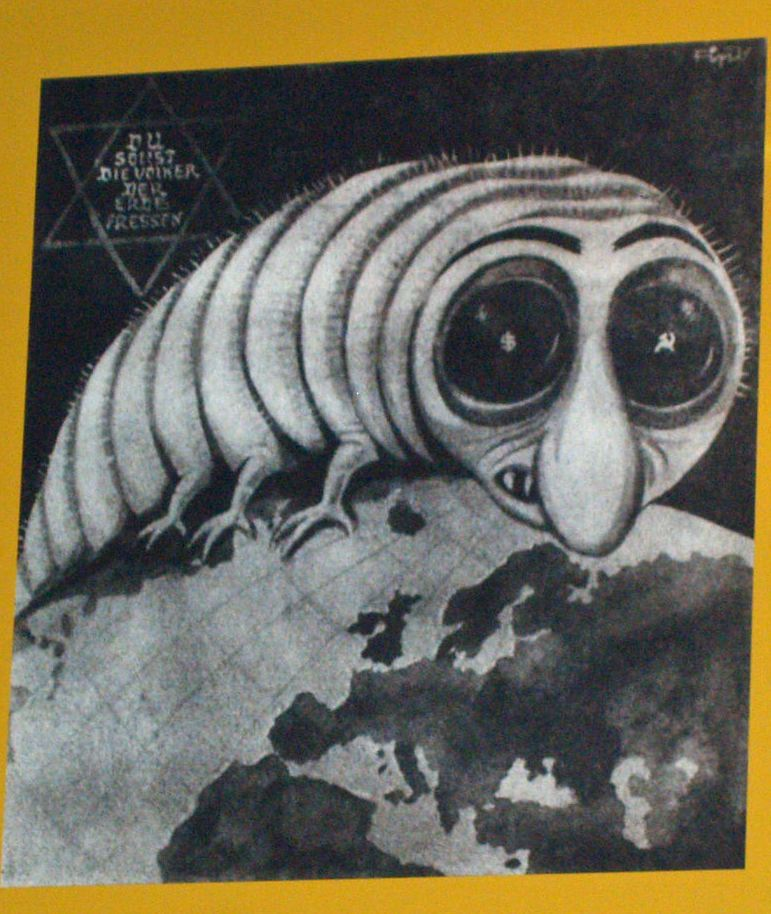
Нацистський плакат: єврей — паразит.

Дегуманізація відома вже з найраніших писемних пам'яток. У стародавній китайській, єгипетській та месопотамській літературі неодноразово містяться згадки про ворогів як про недолюдських істот, які порівнюються з тваринами. Наприклад, фараон Аменемхет, описуючи свої завоювання, казав: «Я підкорив левів, я полонив крокодилів… Я змусив азіатів повзати, як собак».
Історично дегуманізація практично завжди супроводжує расизм, хоча не обмежується ним. У XIX столітті вона здобула псевдонаукові виправдання в хибному трактуванні теорії еволюції як руху від менш досконалого до досконалішого. Вбачаючи в тваринному світі, особливо мавпах, витоки людяності, ідеологи расизму отримали виправдання для насильства щодо представників негроїдної та монголоїдної рас як «більш подібних» до мавп, а отже «менш людяних». Джордж Вашингтон писав, що вовки та індіанці були «хижими звірами, хоча вони відрізняються за формою».
Дегуманізація активно використовувалася в пропаганді протягом усього XX століття. Під час Першої світової війни пропаганда вперше стала відповідальністю державних установ, таких як Міністерство інформації Великої Британії. Головним засобом пропаганди стали друковані листівки, що були дешевими у виготовленні, купівлі та відправці. Це дало змогу виробляти й поширювати пропаганду у великих масштабах. Ворога зображували грізним і вбивчим, а також слабким і недолугим. Одним із символів дегуманізації, перетворення людей на одноликий натовп, став протигаз. У Першу світову війну активно застосовувалися образливі прізвиська: фріци, джеррі (англійцями щодо німців), япошки, косі (Антантою щодо японців), янкі, собаколиці (японцями щодо американців). Дегуманізації в пропаганді Першої світової війни відкрила шлях до геноцидів Другої світової війни.
У міжвоєнний період за сталінізму куркулів характеризували як змій та шкідників.
Розквіт дегуманізації в пропаганді припадає на Другу світову війну. Плакати лишалися популярним засобом пропаганди, але до них додалися пропагандистські фільми. Нацизм Третього рейху вбачав своїми головними ворогами євреїв, яких дегуманізовував зазвичай прирівнюванням до шкідників, як-от щурів, наділяючи при цьому суто людською підступністю, характеризував євреїв як «отруйників» культури. Також вони порівнювалися з мікробами, п'явками. З боку Третього рейху дегуманізація також проявлялася щодо інших учасників війни в концепції «недолюдей», «російських свиней», а з боку СРСР — «фашистської орди», «нацистських нелюдів». Сам образ фашизму в свідомості мас було з роками дегуманізовано. Американська пропаганда зображала японців, з якими США боролися в Тихому океані, з рисами тварин, або перебільшуючи расові ознаки, як-от великі різці. Поширений образ японця в пропаганді того часу — це бандит.

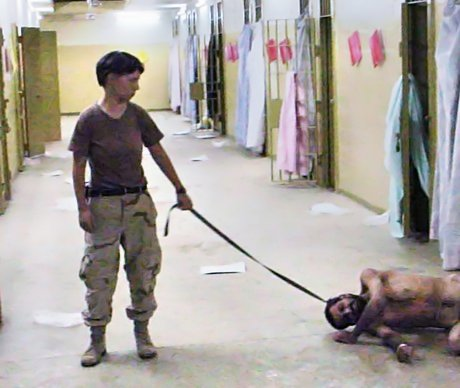
Наглядачка американської в'язниці Абу-Грейб Лінді Інгланд примушує іракського в'язня повзати на повідку і гавкати.

Тутсі під час геноциду в Руанді називали тарганами та щурами, а суданський джанджавід називав жертв своїх масових убивств собаками, ослами та мавпами.
Теракти 11 вересня 2001 року, вчинені ісламістськими смертниками, зумовили ворожість щодо Іраку та Ірану, спричинили значну негативну реакцію проти арабо-американців та арабів у всьому світі. Араби стали символом фанатизму, жорстокості та неповаги до прав людини. Відповідно вони розглядалися як менш гідні співчуття і через понад 10 років після терактів антимусульманське насильство все ще лишалося поширеним явищем.

### Російська пропаганда
З 2014 року російська пропаганда активно вдавалася до дегуманізації українців, українського антиросійського руху та його лідерів. Численні малюнки, фотожаби, карикатури, зображували протестувальників у вигляді тварин (отара овець, мавпи тощо), приписували їм риси фашистів (свастики, військова форма Третього рейху) або тварин (роги, сяйливі очі). Інший напрямок дегуманізації зосереджувався на ідеї, що українці — це маріонетки заходу, що вони не існують як самостійна сила. Натомість радник голови Офісу президента Олексій Арестович закликав українців не дегуманізувати противника та утриматися від закликів знущатися з полонених або мстити дітям військових. Також російська пропаганда намагалась усіма силами спотворити різницю, акцентуючи увагу на нібито нелюдяних українцях та нібито людяних росіянах.